# Pteromalus ormenus
Pteromalus ormenus är en stekelart som beskrevs av Walker 1839. Pteromalus ormenus ingår i släktet Pteromalus och familjen puppglanssteklar. Inga underarter finns listade i Catalogue of Life.